# Willi Multhaup
Willi Multhaup, né le 19 juillet 1903 à Essen et mort le 18 décembre 1982 dans la même ville, est un entraîneur allemand de football.
Il est sacré champion d'Allemagne en 1965 avec le Werder Brême, remporte avec le Borussia Dortmund la Coupe d'Europe des vainqueurs de coupe de football 1965-1966 et gagne la Coupe d'Allemagne de football 1967-1968 avec le 1. FC Cologne. Il est l'un des entraîneurs ayant connu le plus de succès lors de la première décennie de la Bundesliga. Pendant l'ère Oberliga, il entraîne entre autres le Rot-Weiss Essen, le VfB Bottrop et le Preußen Münster.

## Carrière

### Succès avec le Preußen Münster et le Meidericher SV
Sa carrière d'entraîneur débute en 1947 au Preußen Münster dans le championnat de Westphalie avec lequel il obtient une promotion en Oberliga Ouest 1948-1949. Cette première saison est sanctionnée par une quatrième place. Il rejoint le Meidericher SV en 2. Liga Ouest lors de la saison 1950-1951. Le MSV termine premier de son groupe et est promu en Oberliga Ouest. 
Le Preußen Münster, deuxième de l'Oberliga Ouest 1950-1951 derrière le FC Schalke 04 se qualifie pour la phase finale du Championnat d'Allemagne de football 1950-1951, et parvient à engager Multhaup. L'équipe termine vice-championne d'Allemagne, perdant en finale face au 1. FC Kaiserslautern.

### Montée avec le Schwarz-Weiss Essen, descente avec le Rot-Weiss Essen
Multhaup s'engage en juillet 1957 avec le Schwarz-Weiss Essen en 2. Liga Ouest et construit une jeune équipe autour des internationaux Heinz Steinmann (de) et Hans Küppers (de), qui réussit en 1959 à retourner dans l'élite. Multhaup quitte le club en juin 1959, six mois avant la victoire finale du club en Coupe d'Allemagne.
Il rejoint ensuite le Rot-Weiss Essen avec lequel il est relégué en 2.Liga Ouest à l'issue de la saison 1960-1961.

### Promotion en Bundesliga avec le MSV
La dernière journée de la saison 1962-1963 de l'Oberliga Ouest est cruciale pour la nomination des clubs admis dans la toute nouvelle Bundesliga la saison suivante ; le Meidericher SV entraîné par Multhaup fait partie de cette course, avec entre autres le Borussia Dortmund, Schalke 04 ou encore le SC Preussen Münster. Grâce à une victoire 2-1 contre le SC Preussen Münster, le MSV termine troisième du championnat et obtient son intégration en Bundesliga la saison suivante.
Willi Multhaup quant à lui rejoint le Werder Brême.

### Le Werder Brême (1963-1965)
Au début de cette première saison 1963-1964 de Bundesliga, Multhaup âgé de 60 ans quitte le MSV pour rejoindre le Werder Brême. Cette saison est de transition, le club, les joueurs et Multhaup lui-même devant s'habituer à un niveau sportif plus exigeant. Le Werder ne se bat pas pour le maintien mais ne joue pas non plus le haut de tableau. L'équipe termine après 30 journées à la dixième place. De ce fait, le Werder ne fait pas partie des candidats déclarés au titre pour la saison suivante.
Avec deux recrues en défense, Horst-Dieter Höttges du Borussia Mönchengladbach et Heinz Steinmann (de) du relégué 1. FC Sarrebruck, Multhaup érige une défense de fer pour cette saison 1964-1965. L'équipe est sacrée championne d'Allemagne avec seulement 29 buts encaissés en 30 rencontres. Multhaup quitte le club sur ce sacre.

### Le Borussia Dortmund (1965-1966)
Willi Multhaup poursuit deux trophées, européen et national, avec le Borussia Dortmund lors de la saison 1965-1966. 
Longtemps en tête de Bundesliga, les Dortmundois voient le titre arraché par le Bayern Munich lors des dernières journées. Sur le plan européen, le Borussia dispute la Coupe d'Europe des vainqueurs de coupe de football 1965-1966. Éliminant tour à tour le Floriana FC, le CSKA Sofia, l'Atlético de Madrid et West Ham, Dortmund retrouve en finale le grand favori Liverpool. Cette finale est remportée après prolongation par le BVB, qui obtient son premier trophée européen.

### Le 1.FC Cologne (1966-1968)
Le 1.FC Cologne embauche Willi Multhaup à l'été 1966. L'équipe termine septième du Championnat d'Allemagne de football 1966-1967. La saison suivante, Cologne se classe quatrième ; Multhaup emmène de plus son équipe en finale de la Coupe d'Allemagne de football 1967-1968 après avoir éliminé le FC Hombourg, l'Eintracht Francfort, l'Eintracht Brunswick et le Borussia Dortmund. Leur opposant en finale est le VfL Bochum, tombeur du VfB Stuttgart, du Borussia Mönchengladbach et du Bayern Munich. 
La finale est remportée par Cologne sur le score de 4-1, pour ce qui sera le dernier match de la carrière de Multhaup qui prend sa retraite à l'âge de 65 ans.